# Lista de prefeitos de Campo Maior
A relação a seguir apresenta os prefeitos de Campo Maior durante o Governo Vargas, a Segunda República, o Regime Militar de 1964 e a Redemocratização.  
| Ordem | Nome                                 | Partido | Início do mandato       | Fim do mandato          | Notas       | Referências          |
| 1     | Francisco Alves Cavalcante           | PP      | 5 de outubro de 1930    | 27 de dezembro de 1934  | [ nota 1 ]  | [ 3 ]                |
| 2     | Vicência Alves de Menezes Cavalcanti | PSD     | 27 de dezembro de 1934  | 1º de fevereiro de 1936 | [ nota 2 ]  | [ 3 ]                |
| 3     | Sigefredo Pacheco                    | PSD     | 1936                    | 1937                    | [ nota 3 ]  | [ 5 ]                |
| 4     | José Paulino de Miranda              | PAN     | 1937                    | 1938                    |             | [ 3 ]                |
| 5     | Luiz Capucho do Vale                 | PP      | 1938                    | 1938                    |             | [ 3 ]                |
| 6     | Francisco Alves Cavalcante           | PRD     | 3 de novembro de 1938   | 18 de abril de 1942     |             | [ 3 ]                |
| 7     | Nilo Santana de Oliveira             | PRD     | 18 de abril de 1942     | 21 de abril de 1942     |             | [ 3 ]                |
| 8     | Raimundo Ney Baumann                 | PRT     | 21 de abril de 1942     | 9 de junho de 1943      |             | [ 3 ]                |
| 9     | Ascendino Pinto de Aragão            | PRD     | 9 de junho de 1943      | 12 de maio de 1945      |             | [ 3 ]                |
| 10    | Edgar Miranda                        | PDC     | 12 de maio de 1945      | 22 de abril de 1946     | [ nota 4 ]  | [ 3 ]                |
| 11    | Joaquim Antônio de Oliveira          | PSD     | 22 de abril de 1946     | 6 de maio de 1946       |             | [ 1 ]                |
| 12    | Waldeck Bona                         | PSD     | 6 de maio de 1946       | 30 de abril de 1947     | [ nota 5 ]  | [ 1 ]                |
| 13    | Aarão Ferreira de Santana Filho      | PTB     | 30 de abril de 1947     | 6 de maio de 1947       |             | [ 1 ]                |
| 14    | Humberto Bona                        | PTB     | 6 de maio de 1947       | 16 de dezembro de 1947  |             | [ 1 ]                |
| 15    | Aloísio José Portela                 | PSD     | 16 de dezembro de 1947  | 21 de abril de 1948     |             | [ 1 ]                |
| 16    | Waldeck Bona                         | PSD     | 21 de abril de 1948     | 30 de janeiro de 1951   |             | [ 12 ]               |
| 17    | Ivon Pacheco                         | PSD     | 30 de janeiro de 1951   | 31 de janeiro de 1951   |             | [ 12 ]               |
| 18    | Raimundo Nonato Monteiro de Santana  | UDN     | 31 de janeiro de 1951   | 31 de janeiro de 1955   |             | [ 12 ]               |
| 19    | Oscar Castelo Branco Filho           | PTB     | 31 de janeiro de 1955   | 31 de janeiro de 1959   |             | [ 12 ]               |
| 20    | José Olímpio da Paz                  | UDN     | 31 de janeiro de 1959   | 31 de janeiro de 1963   | [ nota 6 ]  | [ 12 ]               |
| 21    | João de Deus Torres                  | PTB     | 31 de janeiro de 1963   | 27 de janeiro de 1967   | [ nota 7 ]  | [ 12 ] [ 14 ]        |
| 22    | Agenor Leite Melo                    | PSD     | 27 de janeiro de 1967   | 13 de março de 1967     |             | [ 1 ] [ 12 ]         |
| 23    | Benício Melo                         | UDN     | 13 de março de 1967     | 15 de março de 1967     |             | [ 1 ] [ 12 ]         |
| 24    | Raimundinho Andrade                  | ARENA 2 | 15 de março de 1967     | 15 de março de 1971     |             | [ 12 ]               |
| 25    | Jaime da Paz                         | ARENA 1 | 15 de março de 1971     | 15 de março de 1973     |             | [ 12 ] [ 15 ]        |
| 26    | Dácio Bona                           | ARENA   | 15 de março de 1973     | 1º de fevereiro de 1977 |             | [ 12 ] [ 16 ]        |
| 27    | José Olímpio da Paz                  | ARENA   | 1º de fevereiro de 1977 | 15 de abril de 1977     | [ nota 8 ]  | [ 12 ]               |
| 28    | Joaquim Mamede Lima                  | ARENA   | 15 de abril de 1977     | 31 de janeiro de 1983   |             | [ 17 ]               |
| 29    | César Melo                           | PDS 2   | 31 de janeiro de 1983   | 15 de março de 1989     |             | [ 12 ]               |
| 30    | Raimundo Nonato Bona Carboreto       | PDT     | 15 de março de 1989     | 1º de janeiro de 1993   |             | [ 12 ] [ 18 ]        |
| 31    | Marco Aurélio Bona                   | PDT     | 1º de janeiro de 1993   | 1º de janeiro de 1997   |             | [ 12 ] [ 19 ]        |
| 32    | Antônio Lustosa Machado              | PPB     | 1º de janeiro de 1997   | 1º de janeiro de 2001   |             | [ 20 ] [ 21 ]        |
| 33    | Raimundo Nonato Bona Carboreto       | PMDB    | 1º de janeiro de 2001   | 31 de agosto de 2003    | [ nota 9 ]  | [ 22 ]               |
| 34    | Delsuíta Carvalho Correia Bona       | PMDB    | 31 de agosto de 2003    | 12 de dezembro de 2003  |             | [ 23 ]               |
|       | Raimundo Nonato Bona Carboreto       | PMDB    | 12 de dezembro de 2003  | 1º de janeiro de 2005   |             | [ 24 ]               |
| 35    | Joãozinho Félix                      | PPS     | 1º de janeiro de 2005   | 17 de dezembro de 2010  | [ nota 10 ] | [ 25 ] [ 26 ] [ 27 ] |
| 36    | Edvaldo da Silva Lima                | PTB     | 17 de dezembro de 2010  | 1º de janeiro de 2011   |             | [ 1 ]                |
| 37    | Luís Rodrigues Lima                  | DEM     | 1º de janeiro de 2011   | 13 de fevereiro de 2011 |             | [ 1 ]                |
| 38    | Paulo Martins                        | PT      | 13 de fevereiro de 2011 | 9 de agosto de 2012     | [ nota 11 ] | [ 28 ]               |
|       | Joãozinho Félix                      | PPS     | 9 de agosto de 2012     | 1º de janeiro de 2013   |             | [ 29 ]               |
| 39    | Paulo Martins                        | PT      | 1º de janeiro de 2013   | 1º de janeiro de 2017   |             | [ 30 ]               |
| 40    | Professor Ribinha                    | PT      | 1º de janeiro de 2017   | 1º de janeiro de 2021   |             | [ 31 ]               |
| 41    | Joãozinho Félix                      | MDB     | 1º de janeiro de 2021   | 1° de janeiro de 2025   |             | [ 32 ] [ 33 ]        |
| -     | Joãozinho Félix                      | PP      | 1° de janeiro de 2025   | Atualidade              | [ nota 12 ] | [ 34 ]               |

Legenda
| Cor         | Significado                                                                       |
| Verde       | Eleitos por votação direta.                                                       |
| Amarelo     | Nomeados diretamente pelo Governo Central em épocas de convulsão político-social. |
| Azul claro  | Vice-prefeitos no cargo de Prefeito.                                              |
| Azul escuro | Presidentes da Câmara Municipal no cargo de Prefeito.                             |
| Cinza       | Reassumiram o cargo após reversão de afastamento judicial.                        |